# 恰卡尼多罗斯洛
恰卡尼多罗斯洛，是匈牙利沃什州所辖的一个村，总面积26.61平方公里，总人口1771，人口密度66.6人/平方公里（2010年1月1日）。